# Redemptorystki
Redemptorystki, Ordo Sanctissimi Redemptoris, Zakon Najświętszego Odkupiciela – zakon kontemplacyjny założony 13 maja 1731 przez błogosławioną Marię Celeste Crostarosę.
Głównym zadaniem sióstr jest modlitwa kontemplacyjna oraz prowadzenie rekolekcji dla dziewcząt. W swojej duchowości odwołują się głównie do swojej założycielki, chociaż czerpią także wiele od świętego Alfonsa Liguori, założyciela redemptorystów.

## Historia
Zakon Najświętszego Odkupiciela powstał 13 maja 1731 w Scala koło Neapolu. Jego założycielką była Maria Celeste Crostarosa, której kierownikiem duchowym przez wiele lat był Alfons Liguori, późniejszy założyciel Zgromadzenia Najświętszego Odkupiciela.
Pierwszy klasztor zakonu powstał w Scala w 1731, a następny w 1738 w Foggi. W niedługim czasie zaczęły powstawać kolejne klasztory, także poza granicami Włoch.
Do 1750 zakon żył regułami sióstr wizytek. W tym oto roku założycielka wraz z siostrami ze swojego zakonu otrzymały oficjalne zatwierdzenie redemptorystek wraz z regułami przez Stolicę Apostolską za pontyfikatu papieża Benedykta XIV. Regułę zakonu pomagali stworzyć m.in. św. Alfons Liguori i biskup Antonio Falcoia.
Obecnie siostry posługują m.in. w Austrii, Belgii, Holandii, Irlandii, Francji, Wielkiej Brytanii, Hiszpanii, Niemczech, Słowacji, USA oraz kilku krajach Ameryki Południowej, Azji i Afryki. W sumie jest to 47 państw.

### Zakon w Polsce
Do Polski siostry przybyły w 1989 roku. Początkowo przez trzy lata mieszkały w Tuchowie, w domu rodzinnym, redemptorysty o. Stanisława Wróbla. Później  przeniosły się do Bielska-Białej na ulicę Portową, gdzie oprócz modlitwy zajmują się m.in. tłumaczeniem książek dla wydawnictwa Homo Dei, szyciem habitów dla redemptorystów, sutann dla księży diecezjalnych, ornatów oraz bielizny kielichowej i prowadzeniem rekolekcji dla dziewcząt.

## Habit
Siostry noszą bordowy habit z czarnym welonem na głowie z wystającą niewielką białą przepaską.